# Šenkvice
Šenkvice (in ungherese Senkőc, in tedesco Schenkwitz) è un comune della Slovacchia facente parte del distretto di Pezinok, nella regione di Bratislava.